# 普松乡 (尼木县)
普松乡（藏語：ཕུ་གསུམ་），是中华人民共和国西藏自治区拉萨市尼木县下辖的一个乡镇级行政单位。

## 行政区划
普松乡下辖以下地区：
普松村、如白村和曲水村。